# Charles Dumas
Charles Dumas (Tulsa, Estados Unidos, 12 de febrero de 1937-Inglewood, 5 de enero de 2004) fue un atleta estadounidense, especializado en la prueba de salto de altura en la que llegó a ser campeón olímpico en 1956 y plusmarquista mundial durante más de un año, desde el 29 de junio de 1956 al 13 de julio de 1957, con un salto de 2.15 metros.

## Carrera deportiva
En los JJ. OO. de Melbourne 1956 ganó la medalla de oro en el salto de altura, con una marca de 2.12 metros que fue récord olímpico, superando en el podio al australiano Chilla Porter (plata con 2.10 metros) y al soviético Igor Kashkarov (bronce con 2.08 metros).